# Neurath (Bacharach)

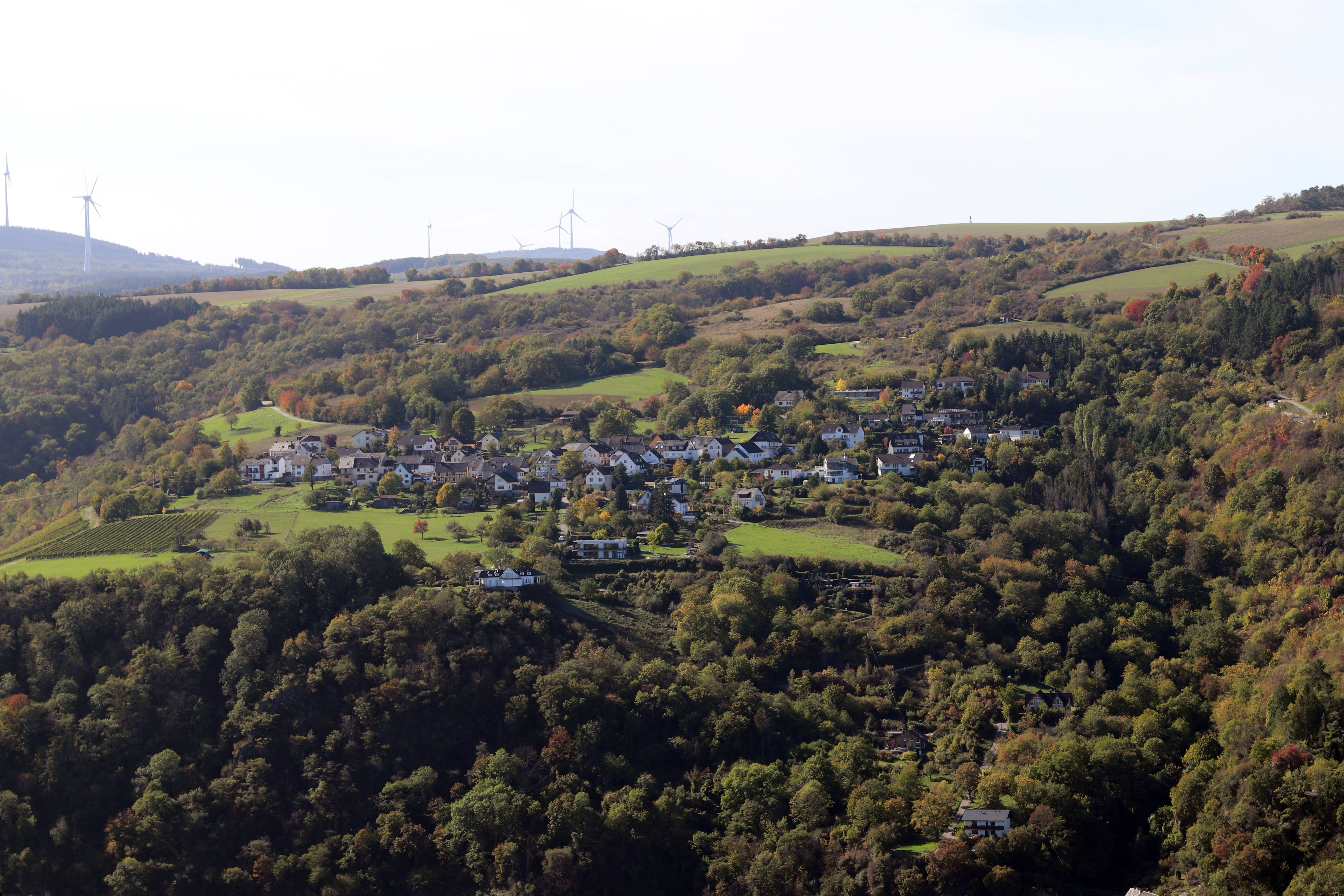
Neurath von der gegenüberliegenden Rheinseite aus gesehen

Die Ortschaft Neurath liegt unmittelbar am Rande des Mittelrheintales oberhalb der Stadt Bacharach und ist einer der kleineren Stadtteile.

## Lage
Neurath liegt südwestlich der Burg Stahleck und am Fuße des Rabenkopfes (395 m ü. NHN) in 240 m Höhe auf der linken Hochfläche des Oberen Mittelrheintales am östlichen Ende des Hunsrück. Der Ort ist mit dem ein Kilometer nördlich am Rheinufer gelegenen Hauptort durch die Kreisstraße 24 Bacharach–Manubach verbunden. Das Gebiet von Neurath wird für Wein- und Ackerbau genutzt, ein Teil ist bewaldet.
Das Ortsbild ist geprägt durch das Gemeindebackhaus (Backes), das noch heute – zum Beispiel beim Dorffest oder Pizza-Backen – zum Einsatz kommt, durch den Lenneplatz mit seiner großen Eiche, sowie durch das noch recht junge Dorfgemeinschaftshaus und einige Brunnen.
Zu Neurath gehören auch die Wohnplätze Rheinblickhof sowie Burg und Haus Schloßberg.
Siehe auch: Liste der Kulturdenkmäler in Neurath

## Geschichte

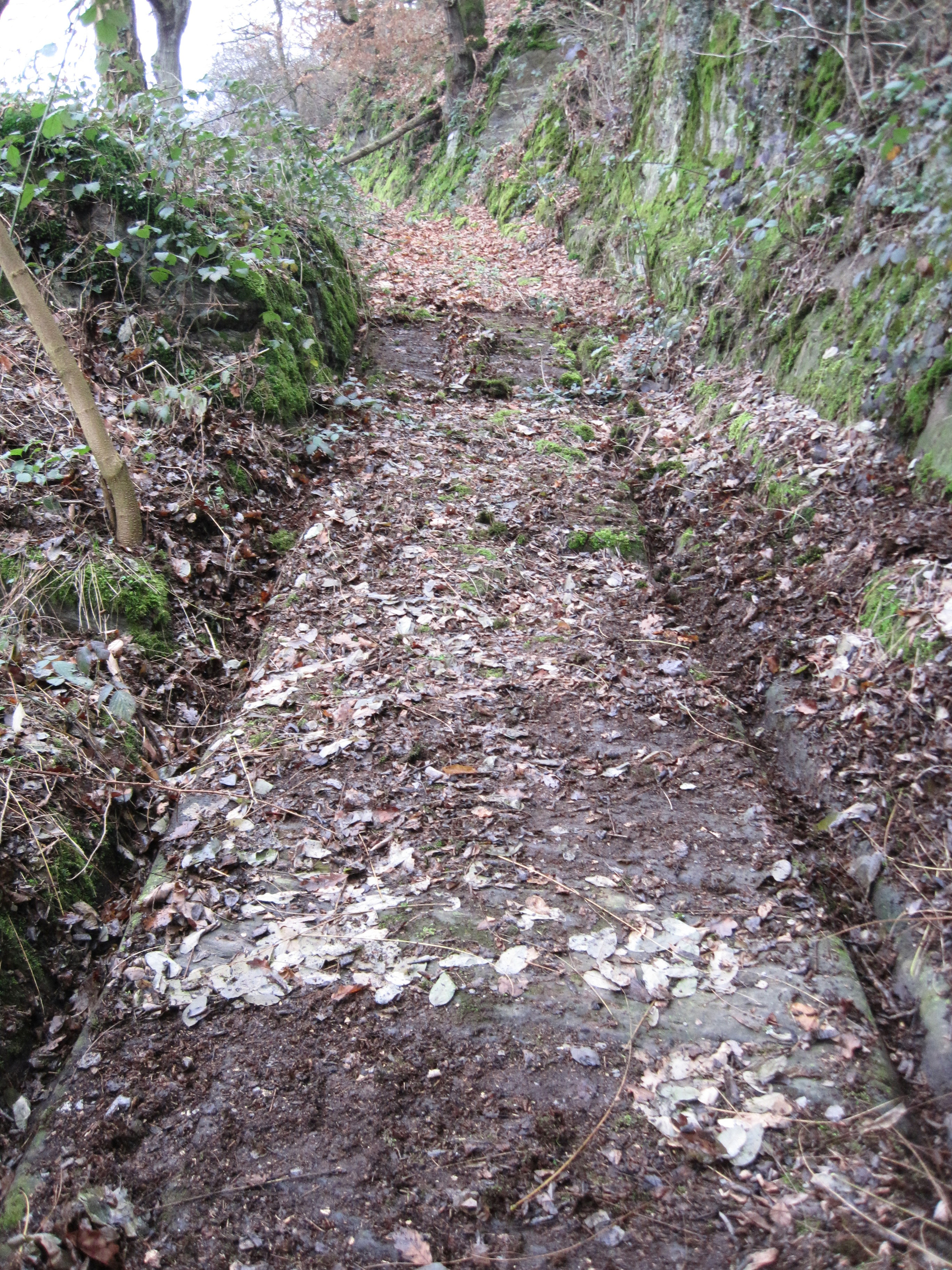
Abschnitt der alten Römerstraße am Kühlberg.

Die Geschichte von Neurath ist durch die räumliche Nähe eng mit der Stadt Bacharach verbunden. Der Ort, der erstmals 1231 in der schriftlichen Überlieferung auftaucht, liegt unmittelbar neben einem ursprünglich römischen Verbindungsweg zum Hunsrück, von dem ein Restabschnitt noch erhalten ist.
Im Mittelalter gehörte Neurath zunächst zu den Besitztümern der Kölner Erzbischöfe. Der Ortsteil wird in einer Urkunde von 1348 erwähnt. Damals kam ein gewisser Silvert zu Bacharach im Oberdorf in den Besitz eines Hauses, welches er gegen fünf Schilling Erbzins von der Kirche St. Aposteln in Köln erhielt.
Laut einer Bacharacher Oberamtsbeschreibung aus dem Jahr 1669 hatten die Einwohner von Neurath die gleichen bürgerlichen Rechte wie Bürger der Stadt Bacharach, u. a. freien Weinzapf, aber im Gegenzug auch die gleichen Pflichten, wie die Leistung eines Beitrags zur Bacharacher Stadtbefestigung.
Neurath gehörte zu den Viertälern, deren Einwohner mit Bacharach als Vorort besondere Privilegien besaßen. Auch kirchlich gehörte der Ort zu Bacharach. Ab 1541 reformierten die kurpfälzischen Wittelsbacher ihre Viertäler um Bacharach am Mittelrhein (Gemeinden im Kirchenkreis Koblenz). Seitdem waren sie überwiegend evangelisch.
Nach Ende der Feudalherrschaft gehörte Neurath während der Franzosenzeit zur Mairie und Kanton Bacharach im Département de Rhin-et-Moselle, danach zu Preußen, und wurden ein Teil der Rheinprovinz, Kreis Sankt Goar. 1817 wurde Neurath endgültig ein Ortsteil der Stadt Bacharach.
In der Gründungsphase der Bundesrepublik wurde die südliche Hälfte der Rheinprovinz, und damit auch Neurath, ein Teil des neu gebildeten Bundeslandes Rheinland-Pfalz, zunächst weiterhin zum Landkreis St. Goar gehörig. Bei dessen Auflösung am 7. Juni 1969 wurde die Region um Bacharach dem neuen Landkreis Mainz-Bingen zugeschlagen.
Am 16. Juli 2002 wurde die Arbeitsgemeinschaft Schönes Neurath (heute: Aktives Neurath) gegründet, um sich gemeinschaftlich für den eigenen Ort einzusetzen. Größtes Einzelprojekt war bisher der Umbau des neuen Dorfgemeinschaftshauses in Eigenleistung.

### Name
Über die Jahrhunderte variierte der Ortsname mehrfach – es finden sich nach der ersten Erwähnung 1231 als Nuerot/Neurot noch: 1260 de Nuwerode; 1263 von Nauroede; 1273 de Nuwenruden; 1326 Nurod; 1335 in Naurath; 1463 Nuraidt/Nurad; 1669 Naret/Nahroth; 1669/78 Naroth. Der Ortsname leitet sich von mittelhochdeutsch niuwe/nûwe = neu und -rod = Rodung her.

## Wirtschaft
Außer Acker- und Weinbau ist heute der Tourismus von Bedeutung.

## Politik
Neurath ist als Ortsbezirk ausgewiesen und wird politisch von einem Ortsbeirat und einem Ortsvorsteher vertreten. Der Ortsbeirat besteht aus fünf Ortsbeiratsmitgliedern, die bei der Kommunalwahl am 9. Juni 2024 per Mehrheitswahl gewählt wurden.
Ines Grangladen wurde am 11. Dezember 2023 durch Wahl im Ortsbeirat Ortsvorsteherin von Neurath.  Bei der turnusgemäßen Direktwahl am 9. Juni 2024 wurde sie als einzige Bewerberin mit einem Stimmenanteil von 90,0 % für weitere fünf Jahre in ihrem Amt bestätigt.
Grangladens Vorgängerin Manuela Mades war bei den Kommunalwahlen 2019 mit einem Stimmenanteil von 74,70 % erneut für weitere fünf Jahre in ihrem Amt bestätigt worden. Sie legte ihr Ehrenamt jedoch zum 30. November 2022 vorzeitig nieder. Da für eine am 26. Februar 2023 geplante Neuwahl kein gültiger Wahlvorschlag eingereicht wurde, bleibt das Amt zunächst vakant. Als schließlich eine Auflösung des Ortsbeirats im Raum stand, fand sich mit Ines Grangladen eine Bewerberin für die offene Aufgabe.

## Freizeit
Neurath liegt unmittelbar an der über die linken Rheinhöhen verlaufenden Rheingoldstraße. Für Wanderer bietet sich der Rheinburgenweg an, der am Dorf vorbeiläuft. Nicht nur von ihm aus eröffnen sich immer wieder Ausblicke auf die Rheinlandschaft und den Binger Wald.